# Cut (gmina)
Cut – gmina w Rumunii, w okręgu Alba. Obejmuje tylko jedną miejscowość Cut. W 2011 roku liczyła 1075 mieszkańców.

## Demografia
Skład etniczny według spisu z 2011 roku:
- Rumuni – 1046 (97,30 %)
- Romowie – 17 (1,58 %)
- nieokreślona przynależność – 11 (1,02 %)